# Železna Reka
Železna Reka (makedonska: Железна Река) är ett samhälle i Nordmakedonien.   Det ligger i kommunen Gostivar, i den västra delen av landet, 50 kilometer sydväst om huvudstaden Skopje. Železna Reka ligger 851 meter över havet och antalet invånare är 422.